# Résolution 60/285 de l'Assemblée générale des Nations unies
 (janvier 2018).
Si vous disposez d'ouvrages ou d'articles de référence ou si vous connaissez des sites web de qualité traitant du thème abordé ici, merci de compléter l'article en donnant les références utiles à sa vérifiabilité et en les liant à la section « Notes et références ».
En adoptant la résolution 60/285, l'Assemblée générale des Nations unies a exprimé sa profonde inquiétude pour des dommages environnementaux dans les régions de l'Azerbaïdjan où occupé par l'Arménie. 
Simultanément, l'Assemblée a appelé plusieurs organisations et programmes environnementaux à fournir toute l'assistance nécessaire à la réhabilitation de la région. 

## Lettre du représentant permanent de l'Azerbaïdjan auprès de l'Organisation des Nations unies au secrétaire général
Le 28 juin 2006, l'Ambassadeur d'Azerbaïdjan auprès de l'Organisation des Nations unies a adressé une lettre au Secrétaire général. Dans la lettre, a montré des villes, des villages, des terres agricoles, des monuments culturels et historiques, de la flore et de la faune dans les territoires occupés d'Azerbaïdjan ont été détruits ou incendiés. Afin de persuader le Secrétaire général, l'Azerbaïdjan a ajouté à la lettre des photos satellites de ces territoires comme preuve. L'Azerbaïdjan a accusé l'Arménie de violer les normes du droit international humanitaire, en particulier les Conventions de Genève de 1949 et les protocoles additionnels. 

## Adoption de la Résolution
Le projet de résolution (A / 60 / L.60 / Rev.2) a été examiné à la soixantième session de l'Assemblée générale. Le projet de résolution est intitulé La situation dans les territoires occupés de l'Azerbaïdjan. Le président de l'Azerbaïdjan, Ilham Aliyev a présenté le projet de résolution à la session plénière de l'Assemblée. Après le discours du président azerbaïdjanais, l'Assemblée a adopté la résolution (60/285) sans vote. Le représentant de l'Arménie a déclaré qu'il soutenait l'objectif de la résolution, mais s'est opposé à son titre. 

## Texte intégral de la résolution[1]
« L’Assemblée générale,
Gravement préoccupée par les incendies qui ont causé des dégâts étendus dans les territoires touchés, 
1. Insiste sur la nécessité de mener de toute urgence une opération de protection de l’environnement afin d’éteindre les incendies dans ces territoires et d’en combattre les effets dommageables ;
2. Se félicite que les parties soient disposées à collaborer à cette fin et considère cette opération comme une importante mesure de confiance ;
3. Prend note de l’intention de l’Organisation pour la sécurité et la coopération en Europe de dépêcher une mission dans la région pour évaluer l’impact à court et à long terme de ces incendies sur l’environnement, afin de préparer l’opération de protection de l’environnement ;
4. Demande, à cet égard, aux organismes et programmes des Nations unies, en particulier au Programme des Nations unies pour l’environnement, de fournir, en coopération avec l’Organisation pour la sécurité et la coopération en Europe, toute l’aide et toutes les compétences nécessaires, notamment pour évaluer les effets à court et à long terme de la dégradation de l’environnement de la région, lutter contre ces effets et réhabiliter la région ;
5. Prie le Président en exercice de l’Organisation pour la sécurité et la coopération en Europe de présenter aux États membres de l’Assemblée générale, avant le 30 avril 2007, un rapport sur cette question. »

98e séance plénière 7 septembre 2006.